# Danyor-Brücke
Die Danyor-Brücke (auch Danyore Bridge genannt) ist eine Hängebrücke über dem Fluss Hunza bei Gilgit in Gilgit-Baltistan, dem pakistanischen Teil der Region Kaschmir.
Sie verbindet die Halbinsel zwischen den Flüssen Gilgit und Hunza, auf der heute das Gebiet der Karakoram International University liegt, mit dem Ort Danyor auf der östlichen Seite des Hunza. Der Karakorum Highway verläuft 600 m weiter östlich durch den Ort Danyor.
Die Danyor-Brücke wurde zwischen 1957 und dem Ende der 1960er Jahre von Breno Ahmed Ali gebaut, einem renommierten Ingenieur-Autodidakten aus der Gegend, und stellte die erste Straßenverbindung zwischen Gilgit, Danyor und den Orten im Bagrot-Tal dar. Zuvor mussten die reißenden Flüsse mit Booten überquert werden.
Die zwischen den fast senkrechten Flussufern hängende 155 m (510 ft) lange Brücke hat eine 2,44 m (8 ft) breite Fahrbahn, genug für einen Pkw. Kleine Ausbuchtungen bieten Fußgängern eine Ausweichmöglichkeit. Am östlichen Ufer führt die Fahrbahn unmittelbar in einen 10 m langen Tunnel, der in einer engen Kurve zu der steilen Straße führt, die an dem Uferfelsen entlang nach oben führt. Das Tunnelportal ist kaum weit genug für einen kleinen Lieferwagen und bildet damit eine wirksame Gewichtsbeschränkung für die Brücke. Am anderen Ende der Brücke schließt sich ebenfalls eine steile Straße zu dem dortigen Plateau an. Die Fahrer mussten schon am Anfang der Zufahrtsstraßen sicherstellen, dass sie keinen Gegenverkehr haben, wenn sie den engen Weg nicht noch einmal im Rückwärtsgang zurücklegen wollten.
Die Tragkabel bestehen aus je drei Drahtseilen, an denen die ebenfalls aus Drahtseilen bestehenden Hänger befestigt sind. Die an den Hängern festgemachten Querbalken tragen schließlich den hölzernen Fahrbahnträger. Die Danyor-Brücke gilt deshalb als Holzbrücke.
Die Hängebrücke hat keine Pylone, da die Tragkabel am oberen Rand der Ufer verankert sind. Die Höhe der Brücke hat daher nichts mit dem Wasserstand des Flusses zu tun, sondern ist mit Sicherheit allein das Ergebnis des üblichen Durchhangs der Tragkabel. Stürmische Winde entlang des Tals führen auch bei der Danyor-Brücke zu dem bei Hängebrücken oft auftretenden Schwankungen. Sie wurde deshalb von der örtlichen Bevölkerung auch Pul-e-Sirat (Brücke zwischen Himmel und Hölle) genannt.
2012 wurde sie für den Kfz-Verkehr geschlossen. Dafür wurde über ihr auf dem westlichen Plateau für die Touristen die Danyore Hanging Bridge Photo Gallery & Restaurant eröffnet.
Das Erdbeben im Himalaya 2015 scheint sie unbeschadet überstanden zu haben, obwohl unmittelbar neben ihr ein Teil des Steilufers abstürzte.
Seit einigen Jahren steht 360 m flussabwärts eine neue Straßenbrücke aus Beton.